# 산청초등학교
산청초등학교는 대한민국 경상남도 산청군 산청읍 산청리에 있는 공립 초등학교이다.

## 학교 연혁
- 1908년 7월 26일 사립 계명학교 개교
- 1912년 5월 28일 산청공립보통학교(4년제) 개편설립인가 2월 26일[1]
- 1922년 4월 1일 6년제로 개편
- 1938년 4월 1일 산청읍내공립심상소학교 개편[2]
- 1941년 4월 1일 산청읍내공립국민학교 개편[3]
- 1946년 9월 1일 산청공립국민학교 명칭 변경
- 1950년 4월 1일 산청국민학교 개명[4]
- 1979년 4월 2일 병설유치원 개원
- 1996년 3월 1일 산청초등학교 개명[5]
- 1999년 4월 20일 전남 영암초등학교와 자매결연
- 1999년 9월 1일 매촌초등학교, 지품초등학교 통합
- 2000년 6월 5일 학교 역사관 설치 완료(산청, 지품, 매촌, 특곡, 척지)
- 2003년 10월 20일 급식소 개축. 도서관 증축
- 2004년 11월 17일 도서관, 발명소, 장애인 편의시설 개관
- 2005년 8월 30일 과학실 현대화
- 2007년 5월 17일 ENGLISH ROOM(채우리) 개관식
- 2015년 9월 1일 제38대 이호근 교장 부임
- 2017년 2월 17일 제103회 졸업식 (졸업생 수 52명: 총 13,834명)
- 2017년 3월 1일 21(2)학급 편성(병설유치원 3학급)

## 학교 상징
- 교화(校花) - 장미 : 화려함과 향기를 나누어주며 희망과 발전을 상징
- 교목(校木) - 느티나무 : 하늘을 향한 희망, 발전, 기백을 상징

## 소장 문화재
- 산청척화비 (경상남도 유형문화재 제294호)

## 참고 자료
- 산청초등학교 - 한국교육학술정보원 학교알리미